# Curling na Zimních olympijských hrách 1998
Turnaj v curlingu se na Zimních olympijských hrách v roce 1998 hrál od 9. do 15. února 1998.

## Medailové pořadí zemí
| Pořadí | Země            | Zlato | Stříbro | Bronz | Celkově |
| ------ | --------------- | ----- | ------- | ----- | ------- |
| 1.     | Kanada (CAN)    | 1     | 1       | 0     | 2       |
| 2.     | Švýcarsko (SUI) | 1     | 0       | 0     | 1       |
| 3.     | Dánsko (DEN)    | 0     | 1       | 0     | 1       |
| 4.     | Norsko (NOR)    | 0     | 0       | 1     | 1       |
| 4.     | Švédsko (SWE)   | 0     | 0       | 1     | 1       |
|        | Celkem          | 2     | 2       | 2     | 6       |

## Medailisté

### Muži
| Disciplína  | Zlato                                                                                                  | Stříbro                                                                                   | Bronz                                                                                                  |
| ----------- | --- | ----------------------------------------------------------------------------------------- | --- |
| turnaj muži | Švýcarsko (SUI) · Patrick Hürlimann · Patrik Lörtscher · Daniel Müller · Diego Perren · Dominic Andres | Kanada (CAN) · Mike Harris · Richard Hart · Collin Mitchell · George Karrys · Paul Savage | Norsko (NOR) · Eigil Ramsfjell · Jan Thoresen · Stig-Arne Gunnestad · Anthon Grimsmo · Tore Torvbråten |

### Ženy
| Disciplína  | Zlato | Stříbro | Bronz |
| ----------- | --- | --- | --- |
| turnaj ženy | Kanada (CAN) · Sandra Schmirlerová · Jan Betkerová · Joan McCuskerová · Marcia Gudereitová · Atina Fordová | Dánsko (DEN) · Helena Blach Lavrsenová · Margit Pörtnerová · Dorthe Holmová · Trine Qvistová · Jane Bidstrupová | Švédsko (SWE) · Elisabet Gustafsonová · Katarina Nybergová · Louise Marmontová · Elisabeth Perssonová · Margaretha Lindahlová |